# ماشین اسباب‌بازی سرخ آتشین
ماشین اسباب‌بازی سرخ آتشین (آلمانی: Das feuerrote Spielmobil) یک مجموعه تلویزیونی کودکانه آلمانی است که نخستین بار در سال ۱۹۷۲ منتشر شد.
این مجموعه ۱۸۴ قسمت داشت و مابین ۲۱ آوریل ۱۹۷۲ تا ۱۲ ژوئیه ۱۹۸۱، از شبکهٔ آ.ار.د پخش شد. ایدهٔ اولیه آن از سال ۱۹۶۹ و به عنوان دنباله‌ای برای مجموعهٔ تلویزیونی «مدرسهٔ بازی» شکل گرفت و قسمت‌های اولیه از همان هنگام در مونیخ فیلم‌برداری شد؛ چرا که مدیران شبکهٔ تلویزیونی معتقد بودند در مجموعهٔ «مدرسهٔ بازی»، روابط اجتماعی آلمان به درستی نشان داده نشده بود و باید، یک برنامهٔ جایگزین ساخته شود.
یک مینی‌بوس که مجهز به دوربین بود، در سرتاسر کشور سفر کرده و برخوردها و مواجهه‌هایش را با مردم مناطق مختلف و قصه‌ها و حکایت‌های آنان را نشان می‌داد.
هدف اولیه از ساخت این مجموعه، تحریک تخیل مخاطبان و آموزش روابط اجتماعی بود. در ۵ قسمت آغازین، دو عروسک به نام‌های «مَکسی‌فانت» و «مینی‌فانت» حضور داشتند که البته بعدها برای خود یک تلویزیونی مجزا یافتند، چون شرکای تولید این مجموعه از هم جدا شدند. به جای آنها، دو عروسک دیگر یه نام‌های «بیف» و «ووف» (طراحی شده توسط یان گولبرانسون) و شخصیت انیمیشنی دیگری به نام «وومی» (Wummi) در این برنامه استفاده شد. طی قسمت‌های مختلف این مجموعه، چندین افسانهٔ مشهور نیز بازگو شد، از جمله برخی از قصه‌های برادران گریم همچون شنل‌قرمزی.
اتومبیلی که برای قسمت‌های نخستین استفاده شد، یک اوپل بلیتس مدل ۱۹۶۹ بود. در سال ۲۰۰۹، موزهٔ اوپل آلمان این خودرو را از آخرین صاحبش خریداری کرد.